# Cuerpo de bomberos voluntarios

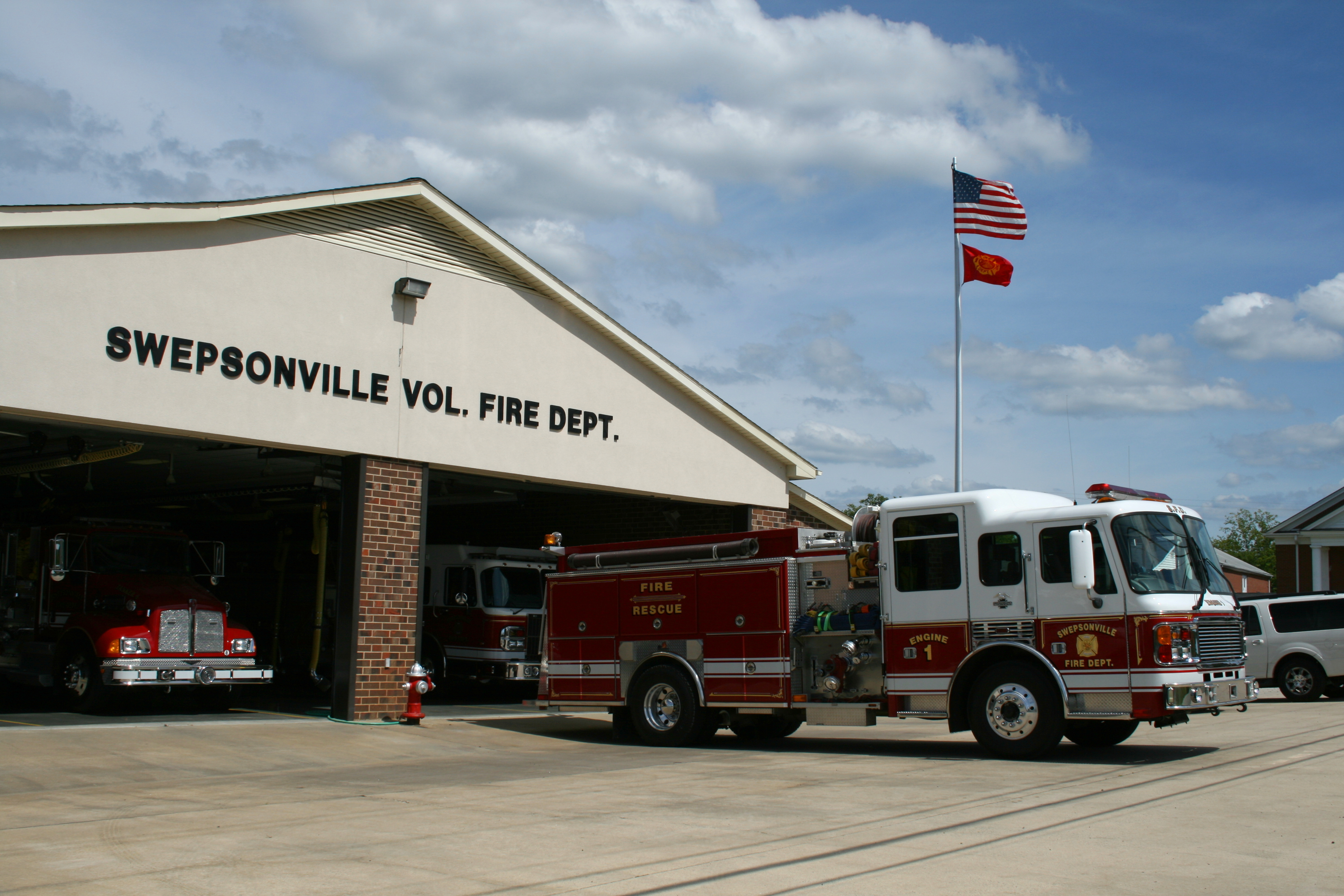
El departamento de bomberos voluntarios de Swepsonville, Carolina del Norte

Un Departamento de Bomberos Voluntarios (VFD) es un cuerpo de voluntarios que se dedica a la extinción de incendios y otros servicios de emergencia en una jurisdicción local. Los bomberos voluntarios y en guardia deben estar disponibles para responder a llamadas de emergencia durante extensos periodos y ser movilizados a la estación de bomberos cuando se requiera su asistencia. Asimismo, se espera que participen en tareas no relacionadas con emergencias, como capacitación, recaudación de fondos, mantenimiento de equipos, entre otras actividades.
Los bomberos voluntarios se distinguen de los bomberos remunerados, quienes desempeñan sus funciones a tiempo completo o parcial y reciben un salario por su labor. En algunos casos, los bomberos voluntarios pueden formar parte de un departamento de bomberos combinado que emplea tanto a bomberos voluntarios como a tiempo completo. Aquellos bomberos en guardia que reciben una compensación por su trabajo son denominados "bomberos de guardia" en los Estados Unidos y "bomberos retenidos" en el Reino Unido e Irlanda.

## Internacional
Las primeras instituciones dedicadas a la extinción de incendios estaban compuestas por voluntarios. La primera fuerza de bomberos organizada a gran escala fue el Cuerpo de Vigiles, establecido en la antigua Roma en el año 6 d. C.

### Argentina
El primer cuerpo de bomberos voluntarios en Argentina, conocido como Bomberos Voluntarios de La Boca, fue fundado el 2 de junio de 1884 por el inmigrante italiano Tomás Liberti en el barrio de La Boca, Buenos Aires. El 2 de junio se celebra como el Día de los Bomberos Voluntarios en Argentina. La Federación Argentina de Bomberos Voluntarios fue establecida en 1954. En 2018, aproximadamente el 80% del territorio del país contaba con la cobertura de bomberos voluntarios.

### Australia
En toda Australia, existen varias agencias de extinción de incendios voluntarias establecidas por los estados o territorios individuales. En el caso de Nueva Gales del Sur, se encuentran dos autoridades clave de extinción de incendios. Estas son el Servicio de Bomberos Rurales de Nueva Gales del Sur (NSWRFS) y Fire and Rescue NSW.
Fire and Rescue NSW se encarga de la extinción de incendios y las operaciones de rescate en las principales ciudades, áreas metropolitanas y diversas otras localidades de Nueva Gales del Sur. Además, asume la responsabilidad de incidentes relacionados con materiales peligrosos (HAZMAT) tanto en tierra firme como en vías navegables interiores.
Por otro lado, el NSWRFS es el servicio voluntario de extinción de incendios de Nueva Gales del Sur, y cuenta con una impresionante cifra de más de 70,000 voluntarios. Esta entidad es responsable de proteger más del 90% del territorio terrestre de Nueva Gales del Sur, que abarca tanto zonas de arbustos y pastizales como comunidades regionales más pequeñas que no cuentan con la cobertura de Fire and Rescue NSW.
En Victoria, Australia, existen tres organizaciones principales dedicadas a la lucha contra incendios: la Junta Metropolitana de Servicios de Emergencia y Bomberos (MFB), la Autoridad Nacional de Bomberos (CFA) y el Departamento de Medio Ambiente, Agua, Tierras y Planificación (DEWLP). La CFA es una organización de servicios de emergencia y bomberos voluntaria y comunitaria, con aproximadamente 61,000 miembros en total, de los cuales cerca de 59,000 son voluntarios. La CFA despliega una amplia gama de funciones, que abarcan desde tareas de extinción de incendios, rescate y manejo de materiales peligrosos (HAZMAT) hasta responsabilidades en funciones de apoyo no operativo.
En Australia Occidental, la gestión de la lucha contra incendios se lleva a cabo en colaboración entre el Departamento de Servicios de Emergencia y Bomberos (DFES) y los municipios. El DFES opera las Brigadas del Servicio de Rescate y Bomberos Voluntarios (VFRS) junto con algunas Brigadas del Servicio de Bomberos de Bush (BFS), mientras que el resto de las Brigadas del Servicio de Bomberos de Bush son capacitadas por el DFES pero operadas y administradas por el Consejo del área correspondiente. Las Brigadas VFRS generalmente se centran en la lucha contra incendios estructurales, la protección de propiedades y el rescate en accidentes de tráfico, dependiendo de su ubicación. Por otro lado, las Brigadas BFS tienden a estar más involucradas en la lucha contra incendios forestales. En Australia Occidental, se estima que existen alrededor de 31,000 miembros distribuidos en 585 brigadas de BFS, y aproximadamente 2,000 miembros en 88 brigadas de VFRS. Estas organizaciones desempeñan un papel crucial en la gestión y prevención de incendios en la región.
En Australia del Sur, hay dos organizaciones de extinción de incendios con regulación legal: el Servicio de Bomberos Metropolitano de Australia del Sur (SAMFS) y el Servicio de Bomberos Nacional de Australia del Sur (SACFS). El SACFS está compuesto por aproximadamente 13,500 bomberos voluntarios y alrededor de 120 empleados remunerados. Estas organizaciones trabajan en conjunto para garantizar la seguridad y la respuesta efectiva a incendios y emergencias en el estado de Australia del Sur.

### Austria y Alemania
Los departamentos de bomberos voluntarios (Freiwillige Feuerwehr) desempeñan un papel fundamental en la prestación de servicios de protección civil en Austria y Alemania, aportando la mayoría, alrededor del 97% de todos los bomberos en estos países. Trabajan en colaboración con otras organizaciones de voluntarios, como la Agencia Federal Alemana de Ayuda Técnica (THW), servicios voluntarios de ambulancia y atención médica de emergencia, así como servicios de rescate como la Cruz Roja Alemana o Johanniter-Unfall-Hilfe. En la mayoría de los departamentos de bomberos rurales, el personal está compuesto exclusivamente por voluntarios. Estos voluntarios suelen estar disponibles las 24 horas del día, los 7 días de la semana, y a menudo tienen otras ocupaciones profesionales además de sus responsabilidades en el departamento de bomberos. Esto resalta la importancia de la dedicación de los voluntarios en la prestación de servicios esenciales de protección contra incendios y emergencias en estas naciones.
La activación de alarmas en el contexto de los servicios de bomberos y respuesta a emergencias puede llevarse a cabo a través de diversos sistemas de alarma, que incluyen sirenas y sistemas de buscapersonas, a menudo complementados con aplicaciones móviles. En Alemania, la alarma mediante buscapersonas se emite en las frecuencias de la radio BOS (Behörden und Organisationen mit Sicherheitsaufgaben), que se traduce como "Autoridades y Organizaciones con Tareas de Seguridad". En Austria, los bomberos tienen sus propias frecuencias designadas para la activación de alarmas y comunicaciones de emergencia. Estos sistemas de alarma son vitales para garantizar una respuesta rápida y efectiva a situaciones de emergencia.
En ciudades y comunidades de tamaño mediano, es común que los departamentos de bomberos cuenten parcialmente con bomberos de carrera. Estos profesionales aseguran la pronta disponibilidad de algunos de los equipos contra incendios del departamento. Los vehículos restantes están asignados a voluntarios y son movilizados hacia la escena de emergencia tan pronto como llegan a la estación de bomberos. Esta combinación de bomberos de carrera y voluntarios permite una respuesta rápida y efectiva ante situaciones de emergencia, garantizando la disponibilidad inmediata de recursos críticos para la lucha contra incendios y otras emergencias.
En ciudades más grandes, generalmente aquellas con 100,000 habitantes o más, es común encontrar departamentos de bomberos compuestos exclusivamente por bomberos de carrera. No obstante, a menudo, estas ciudades también cuentan con varios departamentos de bomberos voluntarios, los cuales son movilizados en casos de emergencias de mayor envergadura. Esta estructura dual permite una respuesta integral y coordinada a situaciones de emergencia, aprovechando tanto los recursos profesionales de los bomberos de carrera como el compromiso y la disponibilidad de los voluntarios cuando la magnitud de la emergencia así lo requiere.
Los departamentos de bomberos voluntarios en muchos municipios brindan un valioso apoyo. Para financiar sus operaciones y adquirir los recursos necesarios, dependen de una variedad de fuentes de ingresos adicionales. Estas pueden incluir contribuciones de organizaciones de apoyo, donaciones recaudadas en eventos de recaudación de fondos, aportaciones de miembros de la comunidad y los ingresos generados a través de diversas actividades o eventos organizados por el departamento de bomberos. Estas fuentes adicionales de financiamiento ayudan a garantizar que los departamentos de bomberos voluntarios tengan los recursos necesarios para llevar a cabo sus funciones críticas de protección contra incendios y respuesta a emergencias.

### Canadá
La distribución de departamentos de bomberos en Canadá varía según las áreas urbanas y rurales, y como mencionaste, también pueden existir departamentos "compuestos" o "de llamada". La presencia de bomberos de carrera, voluntarios y compuestos es una forma de adaptar los servicios de extinción de incendios a las necesidades y recursos específicos de cada comunidad. En Canadá, como en otros lugares, la historia y la evolución de los departamentos de bomberos suelen estar relacionadas con las necesidades y los recursos locales. Los departamentos de bomberos voluntarios desempeñan un papel crucial en áreas rurales y remotas, donde puede ser menos factible mantener una fuerza de bomberos de tiempo completo debido a cuestiones presupuestarias y de población. La administración de los departamentos de bomberos voluntarios por parte de los municipios o condados, y el establecimiento de estándares provinciales, contribuyen a garantizar la eficacia y la seguridad en la prestación de servicios de protección contra incendios en todo el país. La colaboración entre los bomberos de carrera y voluntarios es esencial para garantizar una respuesta efectiva a las emergencias en Canadá, y es un ejemplo de cómo la organización y operación de los departamentos de bomberos pueden adaptarse a las necesidades locales.

### Chile
Chile es uno de los pocos países en el mundo en el que todos los bomberos no reciben remuneración por sus servicios. Los departamentos de bomberos locales en Chile suelen estar organizados bajo la Junta Nacional de Bomberos fundada el 30 de junio de 1970, una entidad que coordina y supervisa la labor de los bomberos voluntarios en todo el país. Esta es una característica notable de Chile y refleja el compromiso y la dedicación de sus bomberos voluntarios, quienes prestan servicios esenciales de protección contra incendios y respuesta a emergencias sin recibir un salario a cambio. Su labor es fundamental para la seguridad y el bienestar de las comunidades chilenas; el 30 de junio del año 1851 se funda el primer cuerpo de bomberos de Chile en Valparaíso. Posteriormente, se fundaria en Santiago de Chile el Primer Cuerpo de Bomberos de dicha ciudad el día 20 de diciembre del año 1863. En la actualidad se cuenta con una Academia Nacional de Bomberos, fundada el 1 de junio del año 1988 y que busca mantener a todos los Bomberos en una constante y permanente capacitación.

### Croacia
Es interesante saber que en Croacia existe una amplia red de cuerpos de bomberos voluntarios. Con 1,768 cuerpos de bomberos voluntarios y 33 unidades de "cuerpos de bomberos voluntarios en la economía", el país cuenta con una infraestructura significativa para la respuesta a incendios y emergencias, lo que es esencial para la seguridad de las comunidades croatas. Estos bomberos voluntarios desempeñan un papel crucial en la protección contra incendios y la gestión de situaciones de emergencia en todo el país.
Algunos departamentos de bomberos voluntarios croatas incluyen:
- Departamento de Bomberos Voluntarios de Zaprešić

### Estonia
La historia de los bomberos voluntarios en Estonia es notable por su longevidad y su contribución a la seguridad y el servicio de rescate en el país. El primer equipo de bomberos voluntarios en Estonia fue fundado por la Hermandad de las Cabezas Negras en 1788. Posteriormente, en 1862, se creó la primera organización de bomberos voluntarios, que también fue la primera de su tipo en la Rusia Imperial.
A lo largo de los años, a pesar de los cambios en los sistemas políticos, las organizaciones de bomberos voluntarios continuaron desempeñando un papel fundamental en la prestación de servicios de rescate en Estonia. Durante la ocupación soviética y las purgas políticas que le siguieron, los bomberos voluntarios enfrentaron desafíos, pero mantuvieron su compromiso con la seguridad de la comunidad.
Antes de la re-independencia de Estonia, los bomberos voluntarios eran esenciales en los servicios de rescate, poseyendo una parte significativa del equipo y personal de rescate, además de gestionar la mayoría de los incendios, especialmente en áreas rurales.
En 2010, los cuerpos de bomberos voluntarios en Estonia se unieron bajo una organización coordinadora llamada la Unión de Rescate (Päästeliit), que también incluye deshollinadores, servicios de rescate acuático y organizaciones similares. Esta unión es un ejemplo de cómo se ha fortalecido y modernizado la cooperación entre los bomberos voluntarios y otros servicios de rescate en Estonia.
En 2021, en Estonia, se contabilizaban 117 cuerpos de bomberos voluntarios, lo que representaba aproximadamente el 62% de todos los cuerpos de bomberos en el país. Estos cuerpos de bomberos voluntarios estaban compuestos por un total de 2,319 bomberos voluntarios, lo que equivalía a aproximadamente la mitad del personal de rescate en Estonia.
Los cuerpos de bomberos voluntarios desempeñan un papel fundamental en la prestación de servicios de rescate en zonas rurales y en áreas satélite de ciudades y pueblos. En algunas islas más pequeñas, como Naissaar o Abruka, los bomberos voluntarios son los únicos equipos de rescate disponibles. Debido a su ubicación principalmente en áreas rurales, a menudo son los primeros en llegar al lugar de una emergencia, lo que resalta su importancia para la seguridad y la respuesta a situaciones de emergencia en esas regiones.
Las organizaciones de voluntariado obtienen su financiamiento mediante el apoyo del presupuesto nacional o local, las empresas y las donaciones.

### Finlandia

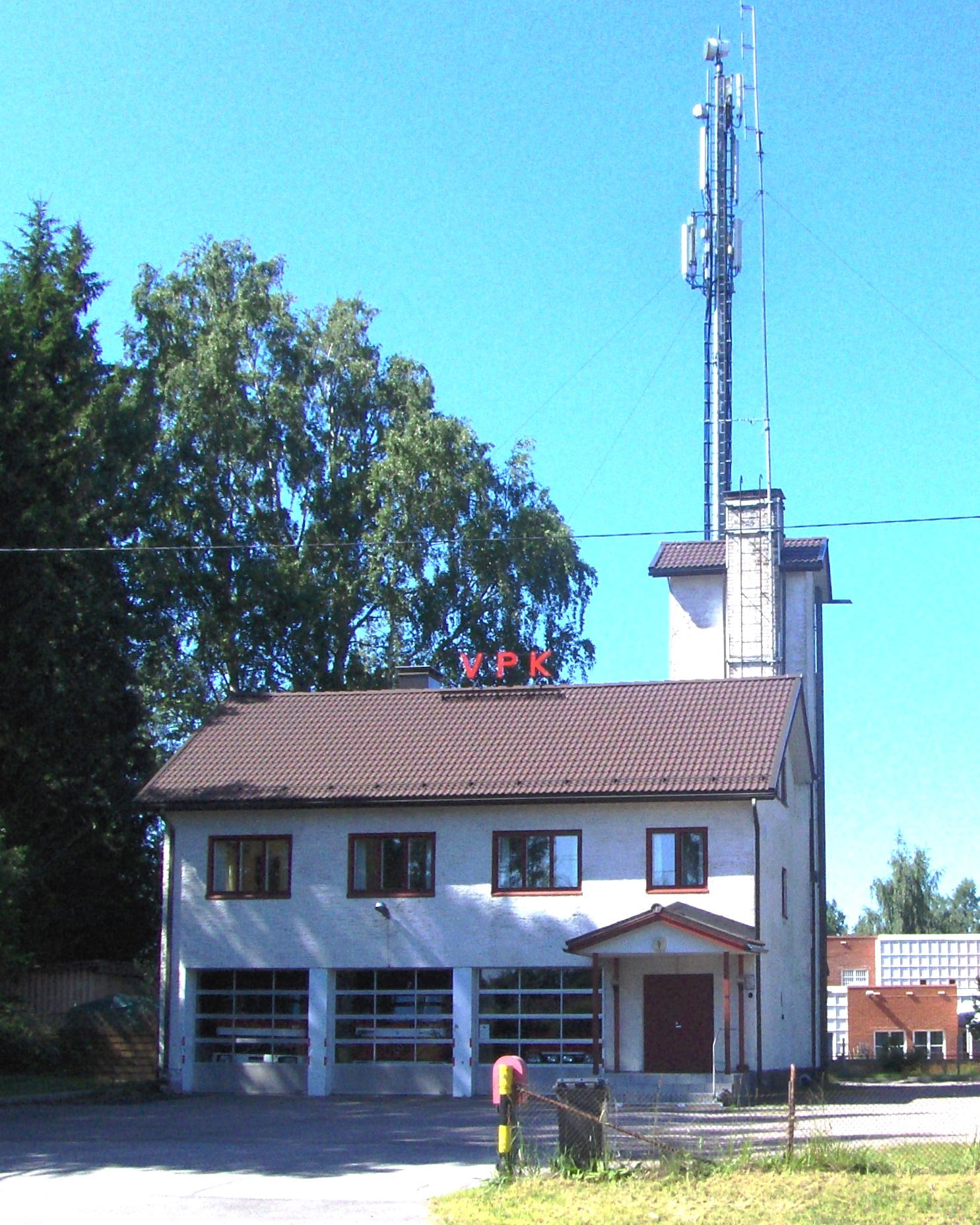
El departamento de bomberos voluntarios de Puistola, Helsinki

En Finlandia, la extinción de incendios en el campo depende principalmente de los cuerpos de bomberos voluntarios, casi siempre con un contrato con las autoridades regionales de emergencia (o, antes y en Åland, el municipio). También hay departamentos de bomberos voluntarios en las ciudades, pero tienen un papel menor.

También existen jóvenes bomberos en los cuerpos de bomberos voluntarios. Normalmente, tienen edades comprendidas entre los 10 y 17 años, aunque algunos cuerpos de bomberos también cuentan con "jóvenes cadetes" de entre 7 y 9 años.

### Francia
En Francia el 80% de los bomberos son voluntarios.

### Indonesia
En Indonesia, la ciudad con la mayor cantidad de bomberos voluntarios se encuentra en Banjarmasin, en la provincia de Kalimantan del Sur. Esta ciudad a veces es apodada "Kota seribu pemadam kebakaran" (La ciudad de los mil bomberos). Además, el acceso al agua es relativamente fácil ya que es común encontrar ríos en la ciudad que sirven como fuente de agua para la extinción de incendios. La necesidad de contar con más cuerpos de bomberos en la ciudad surgió debido a la frecuencia de incidentes de incendio, especialmente incendios estructurales, ya que las casas suelen estar construidas con madera de manera tradicional. Dado el clima cálido cercano al ecuador, los incidentes de incendio son comunes. Por lo tanto, muchas personas crearon o se unieron a brigadas de bomberos voluntarios para ayudar a la brigada de bomberos gubernamental existente, conocida como las "Dinas Pemadam Kebakaran". Estos cuerpos de bomberos voluntarios no cobran una tarifa por sus servicios, pero en algunos casos, algunas personas les proporcionan donaciones caritativas.

### Israel
En Israel, los bomberos voluntarios colaboran con los bomberos profesionales en los Servicios de Bomberos y Rescate de Israel. Los voluntarios adultos desempeñan sus funciones tanto en las estaciones de bomberos, compartiendo vehículos con los bomberos remunerados, como en unidades independientes que operan desde sus propios camiones de bomberos. Por otro lado, los jóvenes voluntarios, que tienen edades comprendidas entre los 15 y los 18 años, realizan sus labores exclusivamente desde las estaciones de bomberos.

### Perú
En el Perú, existe el Cuerpo General de Bomberos Voluntarios del Perú (CGBVP), que es la autoridad competente en materia de prevención, control y extinción de incendios, realiza acciones de atención de accidentes vehiculares y emergencias médicas, rescate y salvataje de vidas expuestas a peligro. Se fundó el 5 de diciembre de 1860.

### República de Irlanda
El Servicio Auxiliar de Bomberos (AFS) de la República de Irlanda es una subdivisión de la Defensa Civil de Irlanda. Normalmente, se recurre a este servicio en situaciones de inundaciones, para proporcionar suministro de agua en emergencias y en incidentes a gran escala en los que los recursos de los cuerpos de bomberos de primera respuesta se encuentran saturados. 

### Nicaragua
En Nicaragua, hay tres grupos distintos de bomberos. El primero está bajo el mando del cuartel de bomberos de la Dirección General de Bomberos 18, que recibe apoyo gubernamental. El segundo está bajo el mando del cuartel de bomberos Beneméritos 8 de la Federación de Cuerpos de Bomberos de Nicaragua. El tercer grupo está bajo el mando del cuartel de bomberos de la Asociación Civil Cuerpo de Bomberos Voluntarios de Nicaragua 24.

### Reino Unido
En el Reino Unido, es común que las estaciones de bomberos en áreas rurales más pequeñas cuenten con una combinación de bomberos contratados y bomberos a tiempo parcial. A los bomberos a tiempo parcial se les paga por responder a incidentes y por pasar largos períodos de tiempo en guardia, lo que se conoce como la "tarifa de anticipo". Algunos servicios de bomberos en el Reino Unido tienen unidades de voluntarios, como el Servicio de Bomberos y Rescate de Escocia, el Servicio de Rescate y Bomberos de Gales Central y Occidental, y el Servicio de Rescate y Bomberos de North Yorkshire. En el caso de estas unidades de voluntarios, se les paga únicamente la tarifa de anticipo, pero no se les paga por asistir a incidentes. El Cuerpo de Bomberos Voluntarios de Peterborough es un ejemplo de un servicio de bomberos voluntarios autónomo que opera en el Reino Unido. Este cuerpo de bomberos está contratado para brindar servicios operativos al Servicio de Rescate y Bomberos de Cambridgeshire. Aunque en el pasado existieron otras brigadas de bomberos voluntarios en el Reino Unido, no ha habido otras desde la disolución del Servicio Auxiliar de Bomberos en 1968.

### Estados Unidos

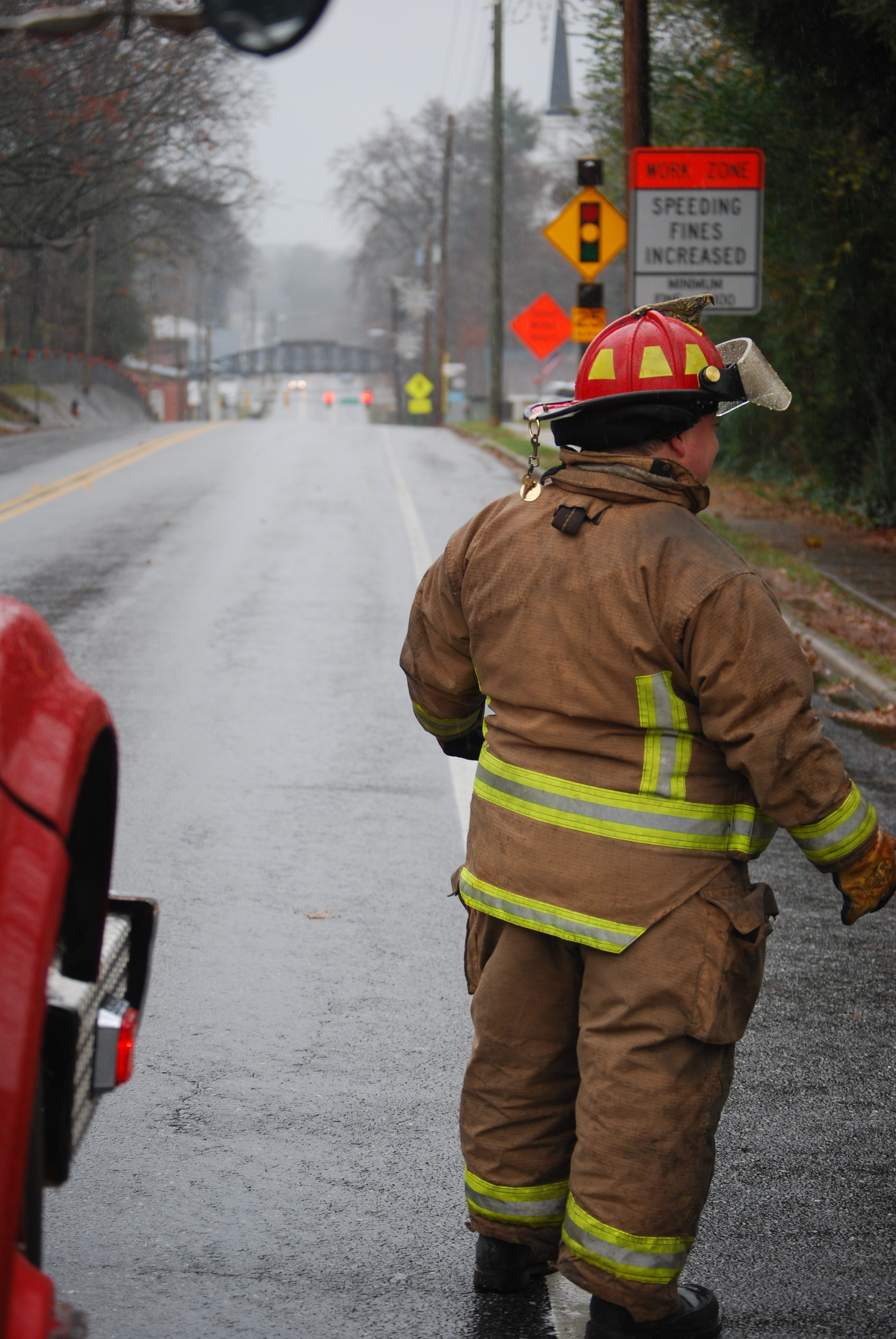
Un bombero voluntario se encuentra al borde de una carretera.

Según la Asociación Nacional de Protección contra Incendios, el 54 por ciento de los bomberos en Estados Unidos son voluntarios. La Alianza de Bomberos Voluntarios representa a los bomberos voluntarios de todo el país. El Consejo Nacional de Bomberos Voluntarios se encarga de representar a nivel nacional los servicios de bomberos y emergencias, proporcionando defensa, información, recursos y programas de apoyo para los socorristas voluntarios. El NVFC incluye 49 asociaciones de bomberos estatales, como la Asociación de Bomberos del Estado de Nueva York (FASNY), que ofrece información, educación y capacitación para los servicios médicos de emergencia y los bomberos voluntarios en todo el estado de Nueva York.
Los bomberos voluntarios reciben parte o incluso toda la capacitación que se brinda al personal de carrera, aunque el alcance de la formación puede variar según las jurisdicciones. Cuando los voluntarios se unen a un departamento, suelen inscribirse en clases de lucha contra incendios y otras certificaciones que les enseñan a desempeñar sus roles como bomberos voluntarios. Ejemplos de estas certificaciones incluyen Bombero I, Bombero II, S-130/S-190, Respondedor de Emergencias Médicas y Técnico de Emergencias Médicas. En algunos departamentos, también se puede requerir que los nuevos reclutas completen una cantidad específica de capacitación interna. Durante este período, que a menudo se conoce como el período de prueba, al recluta se le llama comúnmente "bombero en prueba" o "novato". Una vez que se completa con éxito el período de prueba, el miembro es elegible para convertirse en un bombero completamente calificado.
En los Estados Unidos, el Departamento de Trabajo (DOL) clasifica a los bomberos voluntarios como aquellos bomberos que no reciben compensación o honorarios que superen el 20% de lo que recibiría un bombero de tiempo completo en la misma posición. El DOL permite que los bomberos voluntarios reciban beneficios, como compensación laboral, seguro médico, seguro de vida, seguro de discapacidad, planes de pensión, premios por duración de servicio y desgravación del impuesto a la propiedad. Los bomberos voluntarios, según la definición del DOL, pueden recibir tarifas nominales por llamada, turno u otros requisitos de servicio, pero no deben ser compensados en función de la productividad ni recibir un salario por hora.
Los términos "pago parcial" y "de guardia pagados" se utilizan para describir a los bomberos que reciben cierta compensación, aunque esta es menor que la compensación que recibiría un bombero a tiempo completo. Estos términos pueden aplicarse a bomberos voluntarios que no cumplen con la definición de voluntarios según el Departamento de Trabajo de los Estados Unidos. Además de sus funciones de respuesta a emergencias, estas personas también pueden ofrecerse como voluntarios para actividades como capacitación, educación pública, recaudación de fondos y otras actividades no relacionadas con las operaciones de emergencia del departamento de bomberos.
Es cierto que en la jerga estadounidense de finales del siglo XIX y principios del siglo XX, a los bomberos voluntarios se les llamaba "vampiros", aunque el origen exacto de este término es incierto. La razón detrás de este apodo no está clara y podría haber varias teorías al respecto, pero no existe una explicación definitiva para su uso. Es importante destacar que los términos y apodos pueden variar en su significado y connotaciones a lo largo del tiempo y en diferentes contextos. 

## Soporte financiero

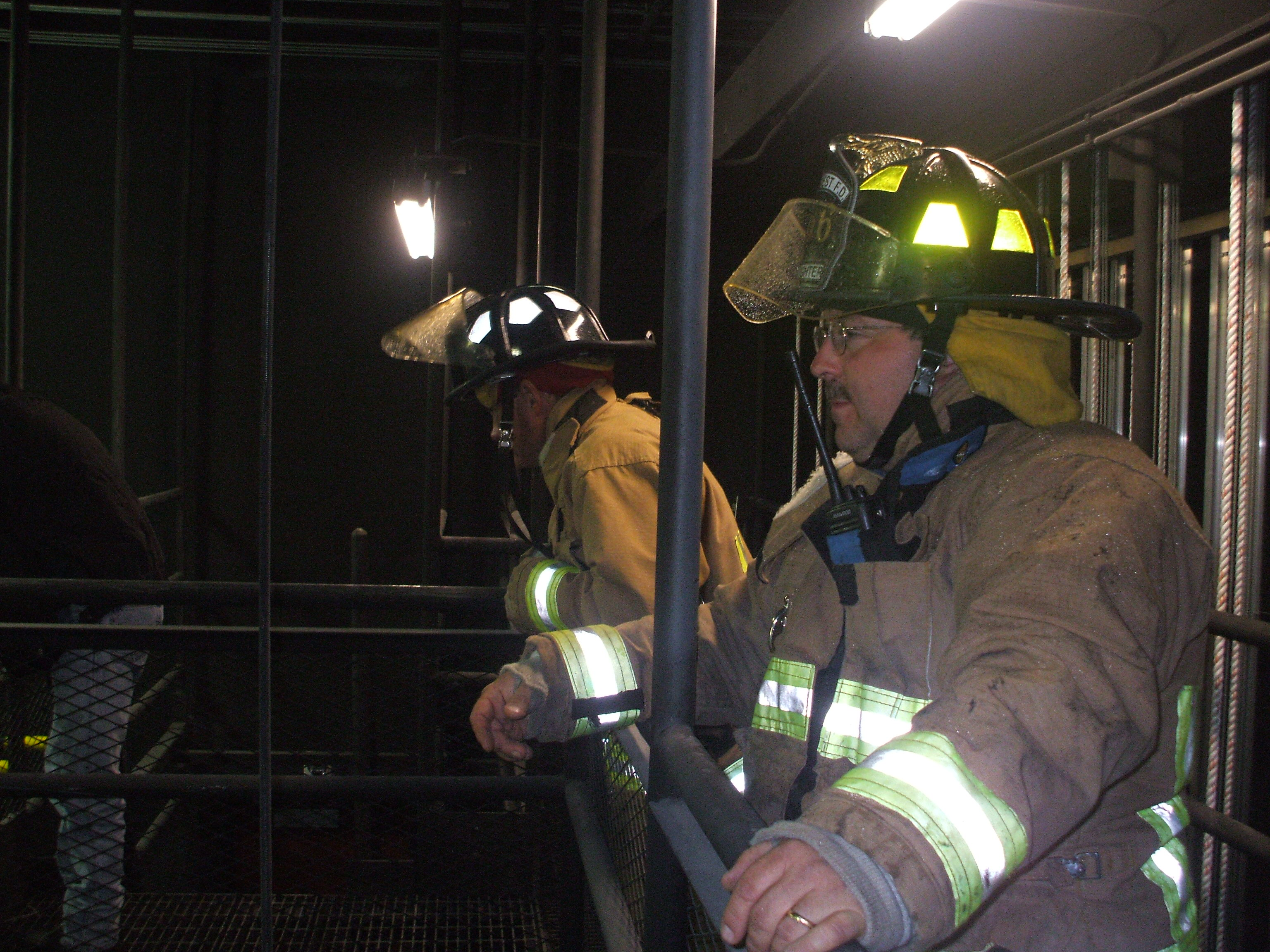
Dos bomberos voluntarios de Demorest, Georgia, responden a una llamada de emergencia.

Un Departamento de Bomberos Voluntarios (VFD, por sus siglas en inglés) puede recibir apoyo financiero de diversas fuentes, que incluyen impuestos recaudados en una ciudad, pueblo, condado, distrito de bomberos u otra entidad gubernamental. Además, pueden obtener financiamiento a través de donaciones corporativas y otras donaciones privadas, subvenciones federales y asistencia adicional de miembros auxiliares o asociaciones de bomberos. Estas fuentes de financiamiento contribuyen a respaldar las operaciones y los servicios del VFD.

## Capacitación

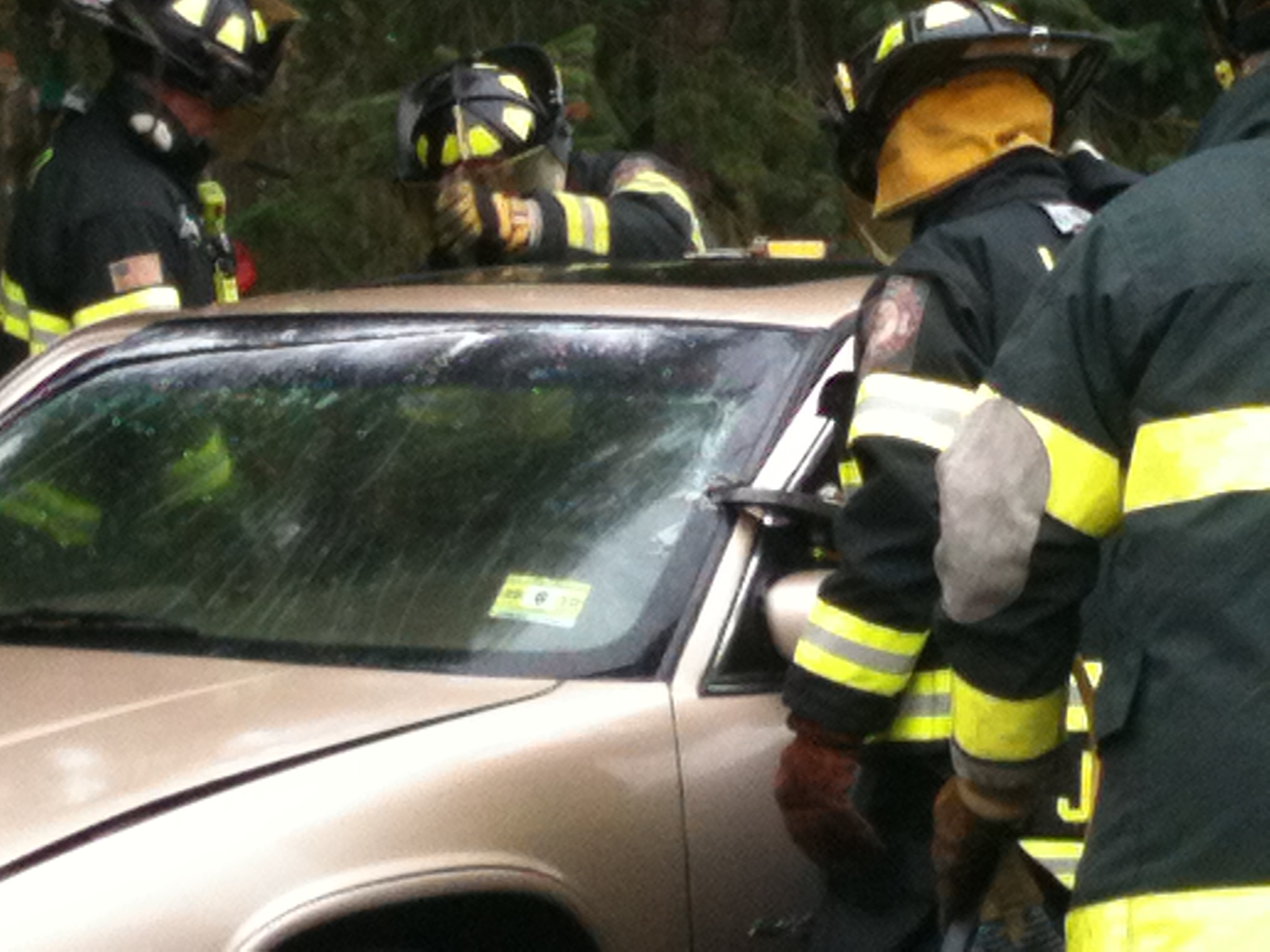
Los bomberos voluntarios participan en una demostración y capacitación sobre extracción de vehículos en una jornada de puertas abiertas del departamento de bomberos voluntarios.

Los miembros operativos de los departamentos de bomberos voluntarios reciben una variedad de capacitación, ya sea en un entorno formal o informal, según las regulaciones estatales y locales. El nivel y tipo de formación básica y especializada pueden variar en todo el país.
La Asociación Nacional de Protección contra Incendios (NFPA) publica varias normas relacionadas con las calificaciones y la capacitación de los bomberos. Estas normas incluyen la Norma para Sistemas de Acreditación y Certificación de Calificaciones Profesionales del Servicio de Bomberos y las Calificaciones Profesionales de los Bomberos. Es importante destacar que estos estándares son aplicables tanto a los bomberos de carrera como a los bomberos voluntarios. Esto asegura que todos los bomberos, sin importar su estatus de empleo, cumplan con requisitos de formación y habilidades específicas para desempeñar su papel de manera efectiva y segura. Las normas de la NFPA ayudan a establecer un estándar común para la formación de bomberos en los Estados Unidos.

## Casa abierta
La "jornada de puertas abiertas" de un Departamento de Bomberos Voluntarios (VFD) puede tener múltiples propósitos, que incluyen demostraciones, capacitación, simulacros, recaudación de fondos y reclutamiento. No existe un formato específico para estas jornadas, ya que pueden ser tanto formales como informales. El objetivo principal es fomentar la participación del público en los esfuerzos del VFD.
Se recomienda que la jornada de puertas abiertas del VFD incluya demostraciones de equipos y oportunidades para mostrar y contar. Esto permite al público comprender cómo funcionan los voluntarios en su comunidad local y sirve como una herramienta de relaciones públicas. La combinación de demostraciones y simulacros permite al público y a posibles voluntarios ver a los bomberos voluntarios en acción mientras participan en ejercicios prácticos. Estas jornadas no solo son educativas, sino que también pueden ser una excelente manera de fomentar el interés en el voluntariado y en el apoyo a los servicios de bomberos locales.